# Ellinor Eriksson
Anna Ellinor Eriksson, född 10 juni 1988 i Valbo församling i Gävleborgs län, är en svensk legitimerad psykolog och tidigare socialdemokratisk politiker. Från 2011 till 2014 var hon förbundssekreterare för Sveriges socialdemokratiska ungdomsförbund (SSU) och från den 3 oktober 2014 till den 9 augusti 2015 var hon tillförordnad förbundsordförande för SSU.

## Biografi
Ellinor Eriksson blev vald till ordförande för SSU:s distrikt i Gävleborg 2006 och satt i SSU:s förbundsstyrelse från 2007. Hon har även suttit i kommunfullmäktige och i bygg- och miljönämnden i Gävle kommun.
Mellan åren 2011 och 2014 var Eriksson förbundssekreterare för SSU. Hon efterträdde Mattias Vepsä och blev omvald till samma post på SSU:s förbundskongress 2013. Som förbundssekreterare var Eriksson drivande i frågor kring förnyelse av folkrörelsen och Socialdemokraternas framtid. Hon syntes även i debatten kring rasism, högerextremism, hot och näthat mot kvinnor inom politiken samt för sitt stöd till Arbeidernes ungdomsfylking (AUF) efter massakern på Utøya.
År 2013 valdes hon in som vicepresident i Young European Socialists, där hon ansvarade för områdena utbildning, innovation samt forskning.
Eriksson fick posten som tillförordnad förbundsordförande den 3 oktober 2014, efter att SSU:s ordförande Gabriel Wikström utsetts till statsråd i Stefan Löfvens regering. Efter tillträdet var hon bland annat drivande i frågan om att avsluta det omstridda saudi-avtalet. Tillsammans med Gabriel Wikström låg Eriksson bakom 90-dagarsgarantin som antogs på Socialdemokraternas partikongress 2013 och blev ett av partiets viktigaste vallöften 2014.
Hon kandiderade till Europaparlamentsvalet i Sverige 2014 på sjunde plats på Socialdemokraternas lista, men blev inte invald.
Hon studerade på psykologprogrammet vid Karolinska Institutet och är nu legitimerad psykolog, kliniskt verksam. Tidigare har hon också varit ombudsman för Ungdomens nykterhetsförbund.